# Jeantou, le maçon creusois
Jeantou, le maçon creusois est un roman de Georges Nigremont publié en 1936.

## Résumé
L'action se situe entre 1830 et 1842. Jean Blanchon, dit Jeantou, a dix ans quand le roman commence et 22 ans quand il se marie à la fin du roman.
Le roman décrit à la fois les modes de vie dans les campagnes creusoises avec une grande exactitude et l'exil des hommes du village dans les villes où ils subissent des conditions de vie et de travail particulièrement difficiles.

## Commentaires
Avec cette œuvre, Georges Nigremont fait revivre la rude existence des paysans creusois au début du XIXe siècle. Pour écrire cet ouvrage, l'auteur s'est documenté chez Martin Nadaud, en particulier avec son livre Mémoires de Léonard, ancien garçon maçon publié en 1895, mais aussi auprès de ses grands-parents authentiques paysans et maçons creusois.
Le roman a obtenu le Prix Jeunesse en 1937.

## Éditions
- 1936 : Bourrelier et Cie Édition Paris
- 1967 : Magnard Édition Paris
- 2007 : Éditions De Borée Paris